# 무라카미 니지로

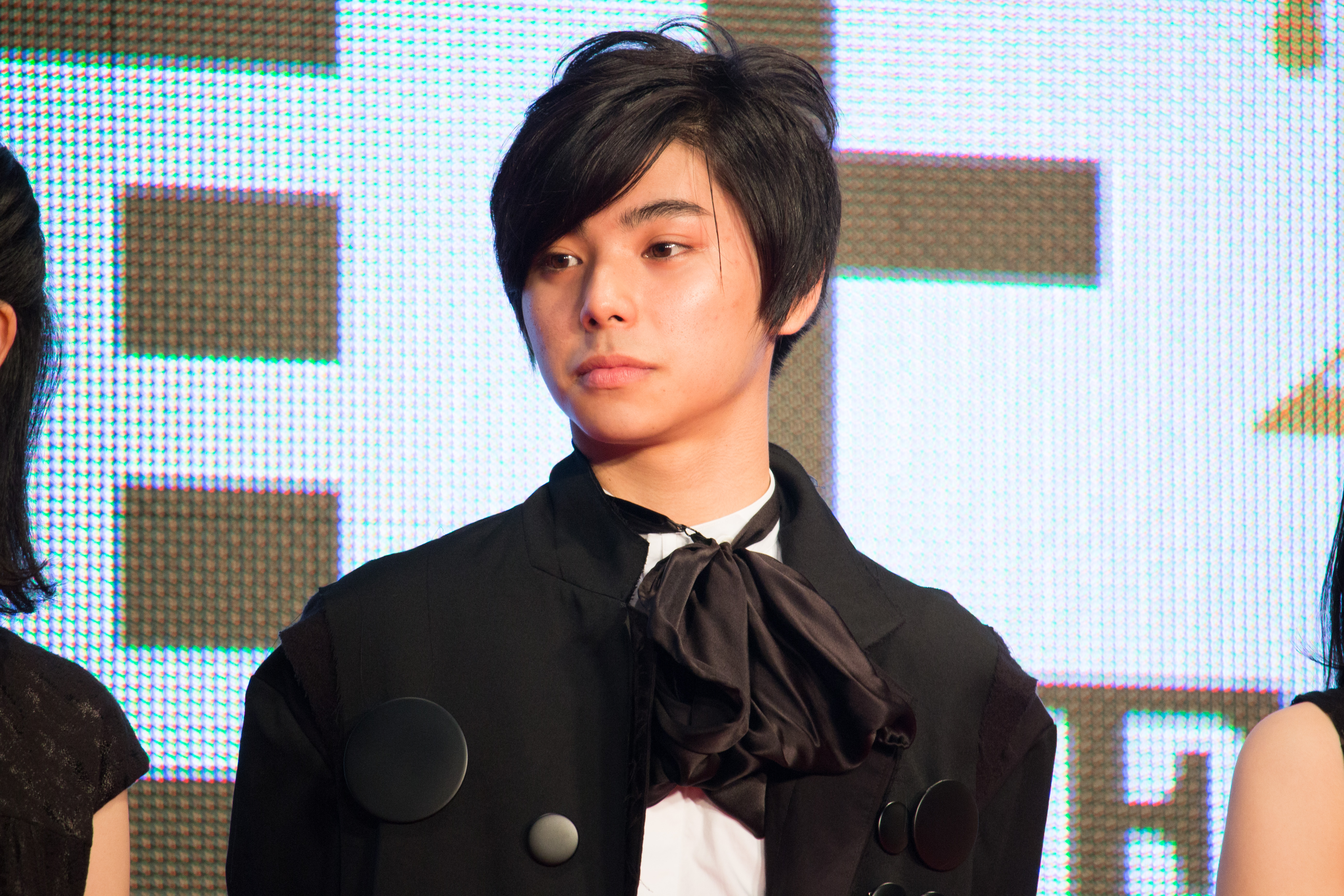

무라카미 니지로 (村上虹郎, 1997년 3월 17일 ~ )는 일본의 영화배우이다. 2014년 영화 《소년, 소녀 그리고 바다》로 데뷔했다. 디케이드 소속.

## 참가 작품

### 영화
- 《소년, 소녀 그리고 바다》 (2014)
- 《잊지 않겠다고 맹세한 내가 있었다》 (2015)
- 《사요나라(영어판)》 (2015)
- 《디스트럭션 베이비》 (2016)
- 《하루나레야》 (2017)
- 《나미야 잡화점의 기적》 (2017)
- 《무곡》 (2017)
- 《더 건》 (2018)
- 《두 번째 여름, 두 번 다시 만날 수 없는 너》 (2017)
- 《한낮의 유성》 (2017)
- 《하나레이 베이》 (2018)
- 《도쿄 리벤저스 2 피의 할로윈편 운명》 (2023)

### 방송
- 《천사의 나이프》 (2015)
- 《SHIBUYA 레이쵸메》 (2016)
- 《우러러보니 존귀한》 (2016)
- 《데드 스톡》 (2017)
- 《더 블랙 컴퍼니》 (2018)
- 《아리스 인 보더랜드》 (2020)